# In dubio pro reo
In dubio pro reo е латински израз означававащ „При съмнение се решава в полза на обвиняемия“ или „В случай, че се съмняваш – въздържай се“, което ще рече, че във всички случаи задължение на прокурора е да докаже обвинението и в случай на съмнение в доказаността на обвинението, правото трябва да се тълкува в полза на обвиняемия. Днес този принцип от римското право е възприет в пеналистиката, макар да важи и в цивилистиката където доказателствената тежест в гражданския процес е за ищеца и ако има някакво съмнение в твърдяното и/или доказаното, съдът решава спора в полза на ответника.
Съгласно чл. 303 от българския наказателно-процесуален кодекс, присъдата не може да почива на предположения и съдът признава подсъдимия за виновен, когато обвинението е доказано по несъмнен начин.